# Unteralp (Dornbirn)
Die  Unteralp befindet sich auf 1434 m ü. A. und liegt auf dem Gebiet der Gemeinde Dornbirn. Es ist dies eine Alpe zur Weidung von Rindern und ein am selben Ort befindliches Flurstück. Die Alphütte ist aufgegeben und inzwischen nicht mehr vorhanden (zerstört).
Die Alpe gehört in diesem Bereich zu einem größeren Alphütten- und Alpwirtschaftskomplex, von denen viele Alpen noch erhalten und bewirtschaftet sind.

## Wortbedeutung
Der Name Unteralp kommt vermutlich von der Lage der Alpe im Bereich des Alpkomplexes im Mellental (im Sinne von: die untere Alpe). Somit eine Alpe, die bestoßen wird, bevor die obere Alpe (Oberalp, 1735 m ü. A.) nutzbar war. Die Alpe wurde mit dem Vieh vom untersten Bereich der Unteralp nach oben abschnittsweise beweidet.

## Geschichte
Am 29. Mai 1513 bestätigte Abt Kaspar vom Kloster Mehrerau dem Marx Sittich von Ems, dass die im hinteren Mellental gelegene Unteralp laut Urkunde vom Jahre 1418 als emsisches Erblehen ausgewiesen wurde. Bereits 1417 wurde die Oberalp erstmals urkundlich in einer Grenzbeschreibung erwähnt.
1836 gelangte die Alpe erstmals in Bregenzerwälder Besitz. Der Bezauer Kupferschmied Anton Fischer, Ellenbogen, erwarb die Unteralp von Alois Öchi aus Hohenems. Der neue Alpbesitzer musste sich zuerst das Auftriebsrecht durch das Mellental beschaffen, bevor er auf die Alpe aufziehen konnte. Nach anfänglichen Schwierigkeiten erteilten ihm die Oswälder Alpgenossen im Jahre 1840 ein begrenztes Durchtriebsrecht. 1913 verkaufte Anton Fischer die Alpe an die Mellauer Josef  Jakob Feuerstein (Altvorsteher von Mellau) und Bartle Moosbrugger. Mit dem Erlös des Verkaufs kaufte Fischer auf der Alpe Lindach zwölf Weiderechte.

## Lage und Nutzung, Geologie, Gewässer

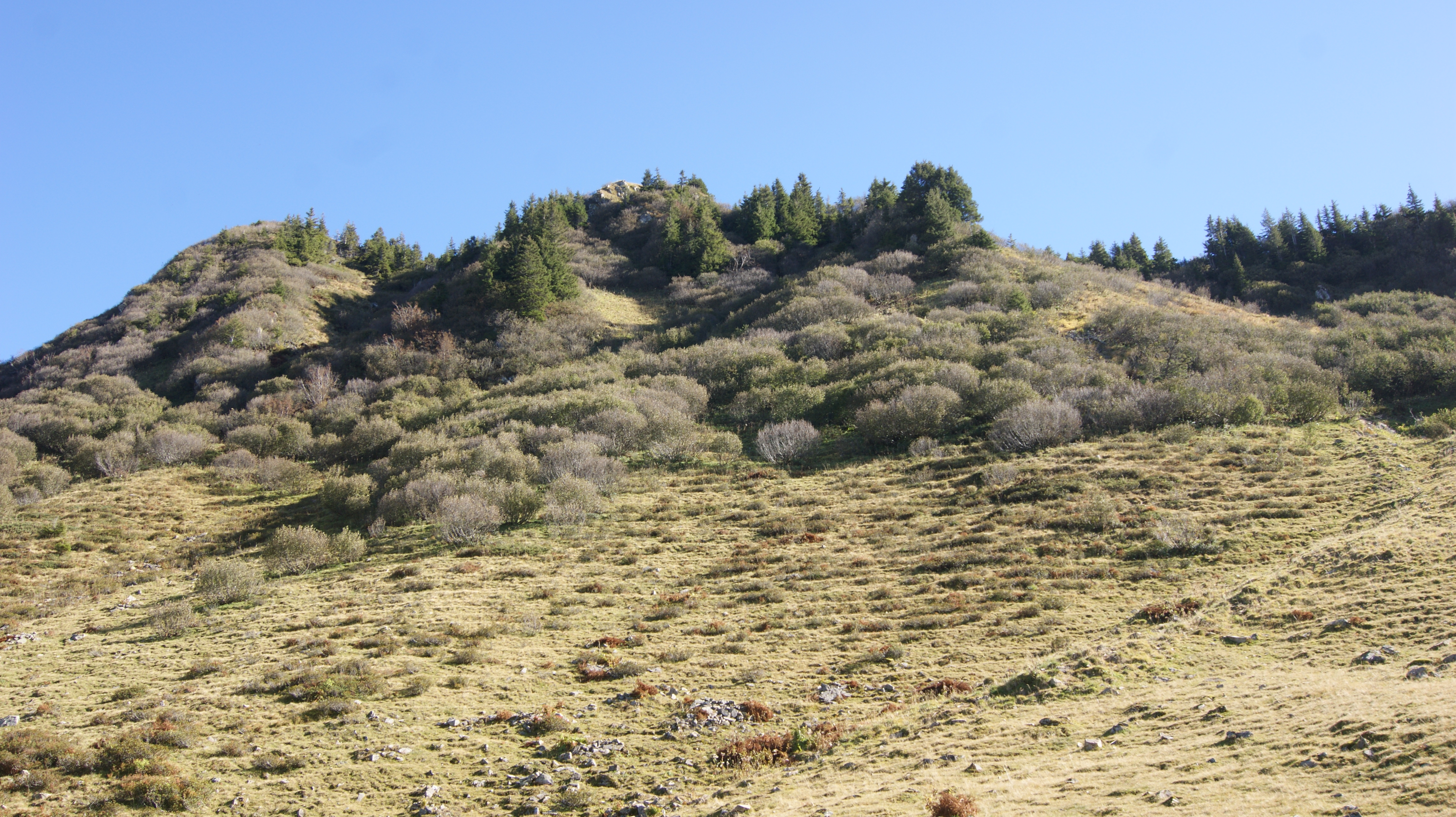
Beispiel subalpine-alpine Vegetation im Herbst auf der Sünser Alpe

Die Alpe befindet sich an der südöstlichsten Grenze des Gemeindegebiets von Dornbirn an einem von Südwesten nach Nordosten geneigten Hang. Die Unteralp ist von der Oberalp etwa 3 km Luftlinie entfernt. Unterhalb der Unteralp liegt die Haslachalpe (1240 m ü. A.), östlich die Alpe Lindach (etwa 1140 m ü. A.). Südwestlich grenzt die Alpe an den Hohen Freschen (2004 m ü. A. und die Gemeindegrenze von Laterns) und den Binnelgrat. Südlich befindet sich der Schusterstuhl (1917 m ü. A.) und die Riesenspitze (1774 m ü. A.). Die Alpe hat keine Zufahrt für Kraftfahrzeuge.
Es handelt sich bei dieser Alpflächen um eine mittlere zusammenhängende Fläche mit typischer Alplandschaften in steilster Lage mit Naturwiesen, Geröllhalden und subalpine Gebüsche, typisch für die subalpin-alpine Stufe.
Entlang des nordöstlichen Rands des Flurstücks „Unteralp“ fließt der etwa 4,67 km lange Haslachbach, der zwischen den Alpkopf (1788 m ü. A.) und der Binnelalpe (etwa 1724 m ü. A.) im Flurstück „Binnelhahn“ entspringt und der in weiterer Folge bei Gewässerkilometer 7,24 in den Mellenbach mündet. Der Haslachbach nimmt hier aus dem Gebiet der Unteralp mehrere namenlose kleinere Gewässer auf.